# Władysław Garnowski

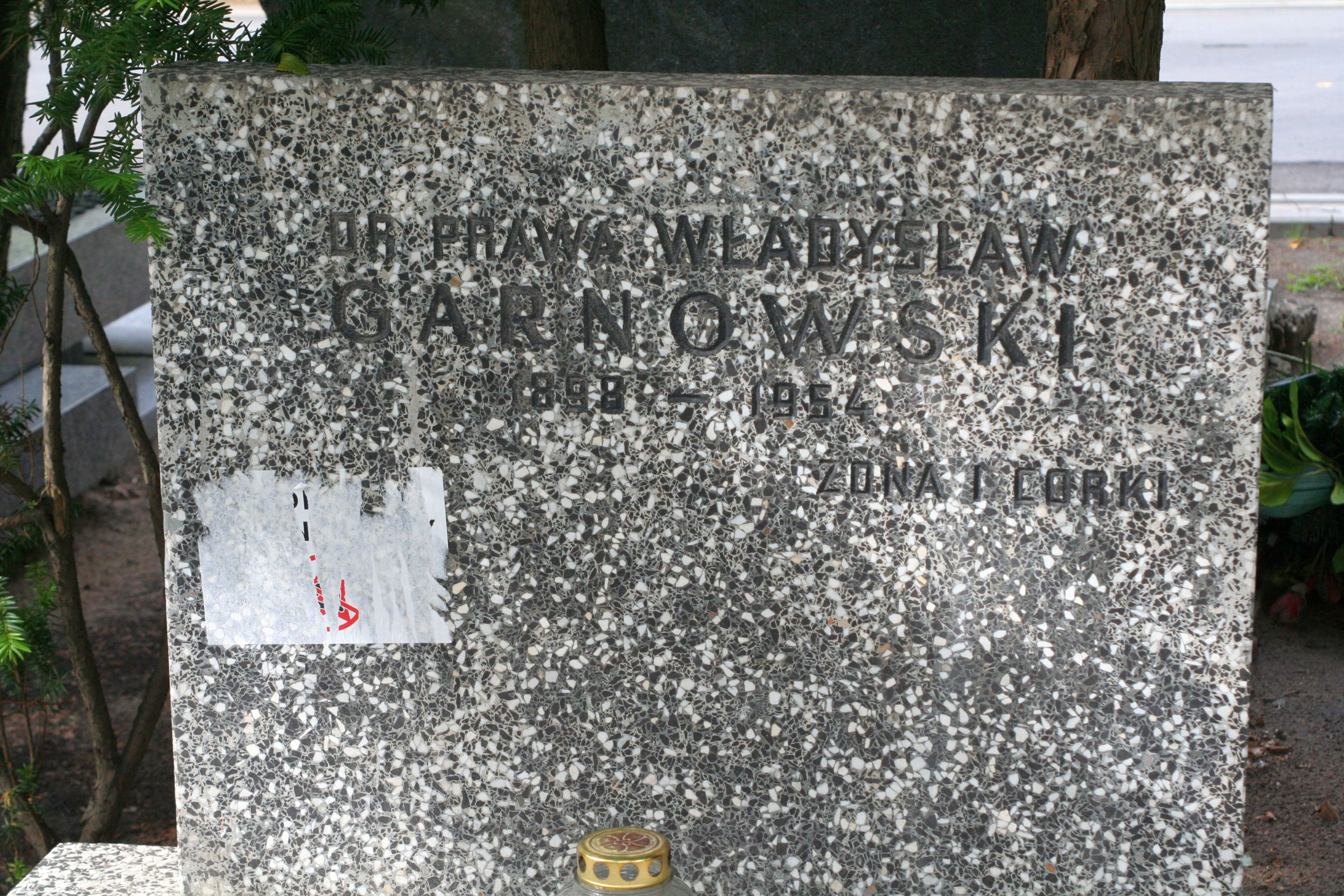
Grób Władysława Garnowskiego na Cmentarzu Wojskowym na Powązkach w Warszawie

Władysław Garnowski (ur. 25 listopada 1898 w Komarnie, zm. 25 maja 1954) – polski sędzia, od 1947 do 1949 prezes Najwyższego Sądu Wojskowego, doktor prawa, pułkownik Wojska Polskiego.

## Życiorys
W latach 1917–1918 służył w cesarskiej i królewskiej armii, brał udział w walkach na Wołyniu.
Od 1919 służył jako podporucznik Wojska Polskiego, a w latach 1919–1921 brał udział w wojnie polsko-bolszewickiej, zaś od 1920 do 1923 studiował prawo na Uniwersytecie Jana Kazimierza we Lwowie. 
W latach 1923–1944 orzekał na różnych stanowiskach w sądownictwie powszechnym, w tym do 1944, w ramach okupacyjnego polskiego sądownictwa powszechnego, jako sędzia Sądu Okręgowego w Rzeszowie. Uczestniczył w wojnie obronnej Polski. W 1939 i 1941 krótko więziony przez niemiecką administrację okupacyjną. Od maja 1943 w strukturach AK. 
25 listopada 1944 powołany do służby w wojskowym wymiarze sprawiedliwości. Początkowo pełnił służbę na stanowiskach p.o. szefa Wojskowego Sądu Garnizonowego w Rzeszowie i Warszawie. Od 21 lutego 1945 do 18 lutego 1946 orzekał jako szef Wojskowego Sądu Okręgowego nr 1 w Warszawie, później przeniesiony do Poznania na stanowisko szefa tamtejszego Wojskowego Sądu Rejonowego. Od 17 marca 1947 zajmował stanowisko prezesa Najwyższego Sądu Wojskowego. 2 listopada 1949 zdymisjonowany ze stanowiska, wkrótce opuścił szeregi Wojska Polskiego. Po demobilizacji pracował w Ministerstwie Sprawiedliwości, a także jako radca prawny Ministerstwa Górnictwa.
Pochowany na Cmentarzu Wojskowym na Powązkach w Warszawie (kwatera A2-13-1).